# Eolaxoporus
Eolaxoporus is een geslacht van uitgestorven slangsterren uit de familie Ophiacanthidae. Vertegenwoordigers van dit geslacht zijn slechts als fossiel bekend.

## Soorten
- Eolaxoporus binitorulosus (Kristan-Tollmann, Tollmann & Hamedani, 1979) †
- Eolaxoporus hagdorni Thuy, 2013 †
- Eolaxoporus imminens Thuy, 2013 †